# Уровенный эллипсоид
Уровенный эллипсоид — одна из приближённых форм Земли, используемых в геодезии: эллипсоид вращения, поверхность которого совпадает с уровенной поверхностью создаваемого им поля.

## Понятие об уровенном эллипсоиде
Фигура и гравитационное поле Земли тесно взаимосвязаны. При определении потенциала силы тяжести Земли могут возникнуть трудности, обуславливаемые сложной фигурой Земли и особенностями распределения плотностей масс.

Эту задачу можно упростить, если представить гравитационное поле Земли в виде двух полей: нормальное и аномальное поля. Их следует рассматривать отдельно.

Обычно в геодезии используется нормальная Земля в виде идеальной планеты. В этом случае она имеет форму эллипсоида вращения
{\displaystyle {\frac {x_{0}^{2}+y_{0}^{2}}{a_{0}^{2}}}+{\frac {z_{0}^{2}}{b_{0}^{2}}}=1},
где {\displaystyle x_{0},y_{0},z_{0}} — координаты точки на поверхности эллипсоида; {\displaystyle a_{0},b_{0}} — большая и малая полуоси этого эллипсоида.
Эта поверхность является уровенной поверхностью нормального потенциала силы тяжести. Это означает, что на поверхности эллипсоида выполняется условие
{\displaystyle U=U_{0}},
где {\displaystyle U_{0}} — постоянная.
Такой эллипсоид и называется уровенным. Использование поля силы тяжести уровенного эллипсоида в качестве нормального поля удобно в геодезии, так как в этом случае одна и та же поверхность будет отсчётной при решении как геометрических, так и физических задач.
Для того, чтобы уровенный эллипсоид можно было назвать близким к реальной Земле, должны выполняться следующие условия:
- Центр уровенного эллипсоида должен совпадать с центром масс Земли;
- Главная ось инерции, являющаяся его осью вращения, должна совпадать с осью вращения Земли;
- Угловые скорости вращения эллипсоида и реальной Земли должны быть одинаковыми, то есть {\displaystyle \omega _{0}=\omega }
- Массы Нормальной и реальной Земли должны быть равны, то есть {\displaystyle GM_{0}=GM}
- Зональные гармонические коэффициенты второй степени Нормальной и реальной Земли должны быть равны, то есть {\displaystyle J_{2}^{0}=J_{2}}
- Нормальный потенциал на поверхности Нормальной Земли {\displaystyle U_{0}} должен быть равен действительному потенциалу на среднем уровне моря {\displaystyle W_{0}}, то есть {\displaystyle U_{0}=W_{0}}.